# Silvestriola silvestrii
Silvestriola silvestrii är en tvåvingeart som först beskrevs av Jean-Jacques Kieffer 1910.  Silvestriola silvestrii ingår i släktet Silvestriola och familjen gallmyggor. Inga underarter finns listade i Catalogue of Life.